# Layla Alizada
Layla Alizada (dari: لیلا علیزاده)  (Kabul, 11 d'agost de 1978) és una actriu canadenca d'origen afganès, més coneguda per haver aparegut en papers d'estrella convidada en alguns programes de televisió estatunidencs coneguts, com ara The Muppet Show i Jane the Virgin, així com papers recurrents a Days of Our Lives i Shut Eye.

## Carrera professional
Alizada va començar a actuar el 1995, als 18 anys, apareixent en un episodi de la sèrie de televisió Strange Luck («Hat Trick»).
Des del seu debut, se li han ofert molts papers d'estrella convidada en sèries de televisió estatunidenques, com Days of Our Lives, on va interpretar Kelly, i Jane the Virgin, interpretant Regina.
Ha participat en diversos programes de televisió notables, com ara The Muppet Show i Jane the Virgin. Alizada va interpretar a Meena, una refugiada de l'Afganistan al telefilm Chasing Freedom (2004). A Chasing Freedom, el personatge d'Alizada, que ha destruït la seva identificació per escapar dels talibans, és incapaç de demostrar que se li hauria de concedir asil polític.
Del 2016 al 2017, va tenir un paper recurrent com a Simza a Shut Eye.

## Vida personal
Alizada va néixer a Kabul, Afganistan; la seva família es va traslladar a Montreal, Quebec, durant la seva infància.
El 2004, Alizada va començar una relació amb l'actor Noel Fisher. La parella es va comprometre el 2014 i es va casar el 2017.

## Filmografia

### Cinema
| Any  | Títol                | Paper   | Notes        |
| ---- | -------------------- | ------- | ------------ |
| 2004 | Chasing Freedom      | Meena   | Telefilm     |
| 2007 | Holiday in Handcuffs | Lucy    | Telefilm     |
| 2011 | Compromise           | Shalini |              |
| 2015 | Day One              | Feda    | Curtmetratge |
| 2019 | The Cuban            | Shireen |              |

### Televisió
| Any       | Títol                | Paper                 | Notes                                             |
| --------- | -------------------- | --------------------- | ------------------------------------------------- |
| 1995      | Strange Luck         | Carol                 | Episodi: «Hat Trick»                              |
| 2004      | Da Vinci's Inquest   | Policía Gloria Walker | 5 episodes                                        |
| 2006      | Da Vinci's City Hall | Susan Watts           | Episodi: «Bumped from the Ball»                   |
| 2006      | Godiva's             | Rajni Haideri         | 4 episodis                                        |
| 2006      | The Evidence         | Oficial Heiden        | Episodi: «Stringers»                              |
| 2006      | Eureka               | Dra. Sharat           | Episodi: «Alienated»                              |
| 2014      | Days of Our Lives    | Kelly                 | 4 episodis                                        |
| 2015      | The Muppet Show      | Betty                 | 5 episodis                                        |
| 2015      | Rizzoli & Isles      | Policía               | Episodi: «Deadly Harvest»                         |
| 2015-2018 | Jane the Virgin      | Regina                | 4 episodis                                        |
| 2016      | Castle               | Phoebe                | Episodi: «Death Wish»                             |
| 2016-2017 | Shut Eye             | Simza                 | Paper recurrent                                   |
| 2017      | Taken                | Elena Morales         | 4 episodis                                        |
| 2021      | Shameless            | Detectiu              | Episodi: «Cancelled»                              |
| 2021      | Lucifer              | Odetta Watson         | Episodi: «Is this Really How It's Going To End?!» |